# Anju (Suining)

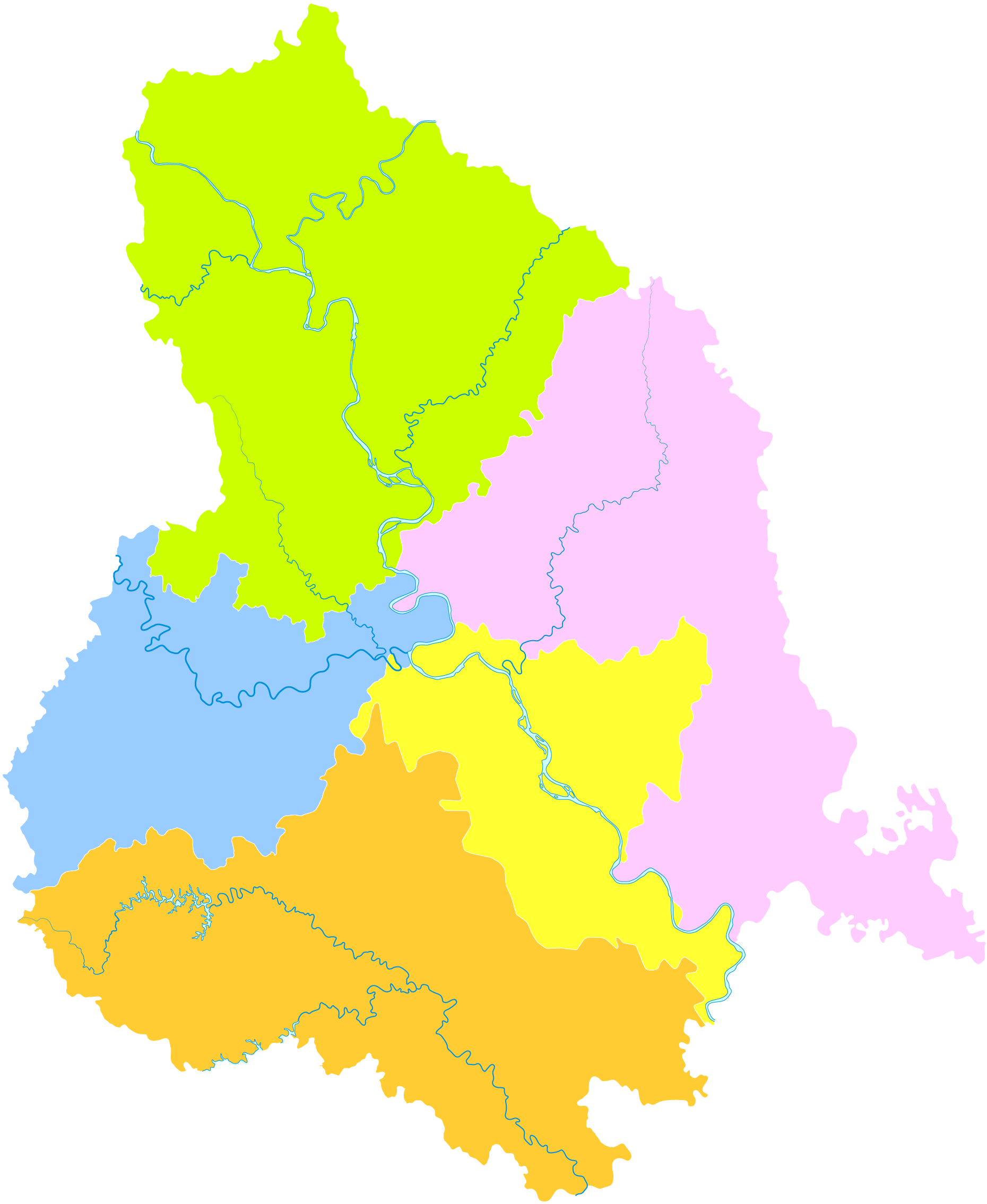
Lage des Stadtbezirks Anju im Gebiet der bezirksfreien Stadt Suining

Der Stadtbezirk Anju (chinesisch 安居区, Pinyin Ānjū Qū) ist ein Stadtbezirk der bezirksfreien Stadt Suining in der südwestchinesischen Provinz Sichuan. Er hat eine Fläche von 1.266 km² und zählt 431.310 Einwohner (Stand: Zensus 2020). 2018 betrug die Einwohnerzahl ca. 774.500; 77.500 Menschen lebten in urbanen Siedlungen und 697.000 in ländlichen Siedlungen. Sein Hauptort ist die Großgemeinde Anju (安居镇).
Der Name Anju für die Siedlungsregion existiert seit etwa 1600 Jahren. Seit der Gründung der Volksrepublik bestand ein Regierungsbezirk mit den Namen Anjuba (安居坝区), 1994 wurde er in eine Großgemeinde überführt und der Name in Anju (安居镇) geändert. Anju als Stadtbezirk der Stadt Suining wurde 2003 eingerichtet.

## Geographie
Anju liegt im Hügelland in Zentral-Sichuan in der Mitte des Sichuan-Beckens auf einer Höhe von 300 bis 600 Metern. Die Landschaft wurde durch Erosion durch fließendes Wasser geschaffen. In den tieferen Gebieten sind überwiegend von Kalkstein, die höheren vom für Sichuan typisch rötlichen Mudstone geprägt. In Ost-West-Richtung erstreckt sich der Stadtbezirk über 45 km, in Nord-Süd-Richtung über 28 km.
Der Baima He fließt durch Anju, er wird zum Mazitan-Reservoir aufgestaut. Der Qiong Jiang (琼江) mündet in den Baima He von Westen. 

## Wirtschaft
Im Stadtbezirk gibt es Erdgas-, Salz, und Schwefellagerstätten. 27 % des Stadtbezirks sind mit Wald bedeckt. Die Landwirtschaft produziert Getreide, Gemüse, Öl (hauptsächlich Raps) und Schweine.
Die Nationalstraße 318 verläuft in Ost-West-Richtung durch den Stadtbezirk.

## Kultur
Im Stadtbezirk gibt es Mitglieder von 39 ethnischen Minderheiten, die zahlenmäßig größten sind Tibeter, Yi, Miao, Hui, Uiguren und Zhuang.
Die Großgemeinde Shidong (石洞镇) ist berühmt für ihre Bambus-Flechtkunst. Dort heimischer Bambus wird, nach einem dutzend verschiedener Behandlungen, in hauchfeine, „zikadenflügelfeine“ kristall-klare Streifen oder haar-dicke Fäden geschnitten. Diese werden zu Einleger oder Umhüllungen für Porzellangefäße geflochten und mit Kalligraphie oder Bemalungen verziert. Die Technik ist als Immaterielles Kulturerbe der Provinz Sichuan klassifiziert.
Die Steinmauerei in der Großgemeinde Fenshui (分水镇) ist ein weiteres Immaterielles Kulturerbe der Provinz Sichuan. Der Prozess des Steine-Brechens, -Hebelns, und -Hebens, die Gesänge und Rufe der Arbeiter beim Bau von Pflasterstraßen, Dämmen und Gebäuden. Es gibt über 170 verschiedene Arten des Gesangs, so zum Beispiel Sirenen-Gesänge oder Hammerschlag-Gesänge.

## Administrative Gliederung
Auf Gemeindeebene setzt sich der Stadtbezirk aus zwei Straßenvierteln, 17 Großgemeinden und vier Gemeinden zusammen. Diese sind:
- Straßenviertel Rougang (柔刚街道)
- Straßenviertel Fenghuang (凤凰街道)

- Großgemeinde Fenshui (分水镇)
- Großgemeinde Shidong (石洞镇)
- Großgemeinde Yufeng (玉丰镇)
- Großgemeinde Ximei (西眉镇)
- Großgemeinde Moxi (磨溪镇)
- Großgemeinde Juxian (聚贤镇)
- Großgemeinde Changli (常理镇)
- Großgemeinde Guanyin (观音镇)
- Großgemeinde Sanjia (三家镇)
- Großgemeinde Anju (安居镇)
- Großgemeinde Hengshan (横山镇)
- Großgemeinde Dongchan (东禅镇)
- Großgemeinde Huilong (会龙镇)
- Großgemeinde Langjiang (拦江镇)
- Großgemeinde Baima (白马镇)
- Großgemeinde Baoshi (保石镇)
- Großgemeinde Zhongxing (中兴镇)

- Gemeinde Lianhua (莲花乡)
- Gemeinde Buyun (步云乡)
- Gemeinde Da’an (大安乡)
- Gemeinde Majia (马家乡)

Die beiden Straßenviertel Rougang (柔刚街道) und Fenghuang (凤凰街道) wurden 2013 eingerichtet. 2014 wurden die Gemeinden Juxian (聚贤乡), Changli (常理乡) und Guanyin (观音乡) in Großgemeinden umgewandelt. 